# Europäische Sibylle

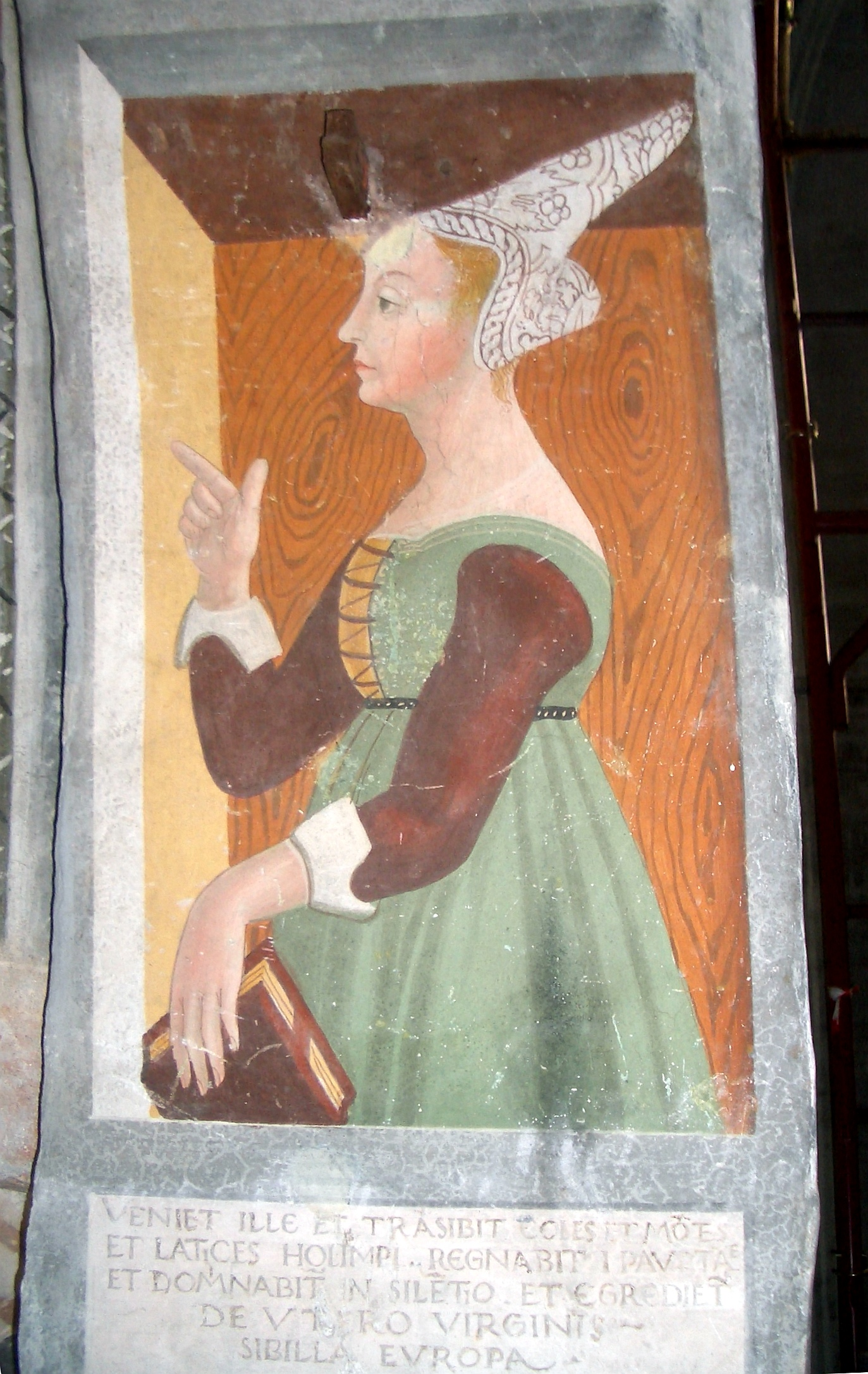
Sibilla europa (Giovanni Pietro da Cemmo, 1483–1486, Fresko in der Kirche San Rocco, Bagolino)

Europäische Sibylle, lateinisch Sibilla europa, ist der Name einer Sibylle, die zusammen mit der Sibylla Agrippina im Mittelalter den in der Spätantike von Laktanz aufgelisteten zehn Sibyllen hinzugefügt wurde. Somit ergab sich eine den kleinen Propheten des Zwölfprophetenbuchs des Alten Testaments gleiche Zahl von Frauen, die im Mittelalter damals als pagane Verkünderinnen einer Gotteserwartung angesehen wurden.
Trotz ihrer indirekten Entstehung aus der Sibyllentradition der Antike hat die Europäische Sibylle keinerlei weiteren Bezug zur klassischen Mythologie und ist in der Antike in keinerlei Weise zu finden.
Obwohl in der Kunst der Gotik und Renaissance Sibyllen ein häufig anzutreffendes Motiv sind, so wird in den Gruppen von Sibyllen die Europäische sehr selten dargestellt. Ab und zu findet man sie jedoch, so z. B. an folgenden Orten:
- Bagolino, Italien, Fresko von G. P. da Cemmo in der Kirche San Rocco, von 1483 bis 1486[3]
- Auch, Frankreich, in der Kathedrale in einem der von Arnaud de Moes zwischen 1503 und 1513 erschaffenen Glasfenstern[4] mit Sibyllen und Propheten
- Passau, Deutschland, im Dom Sankt Stephan als ein Zwickelbild in dem von Carpoforo Tencalla geschaffenen Deckenbildern des Zyklus mit mehreren Sibyllen von 1682
- Radebeul, Deutschland, im Kurfürstinnenraum im Berg- und Lusthaus Hoflößnitz
- Puebla, Mexiko. Im Haus des Dekans, Casa del Deán, befinden sich Fresken aus dem 16. Jh., mit Darstellungen der Sibyllen, darunter auch die Europa.

In den Kupferstichen mit Folgen von Sibyllen der späten Renaissance ist sie dann eher anzutreffen, so z. B. Die Europäische Sibylle in der Folge von Claude Vignon von 1593.